# Шрибарди
Шрибарди или Срибарди (бенг. শ্রীবর্দি, англ. Sreebardi) — город на севере Бангладеш, административный центр одноимённого подокруга. Площадь города равна 4,16 км². По данным переписи 2001 года, в городе проживало 8820 человек, из которых мужчины составляли 52,07 %, женщины — соответственно 47,93 %. Плотность населения равнялась 2120 чел. на 1 км². Уровень грамотности населения составлял 29,1 % (при среднем по Бангладеш показателе 43,1 %).